# Кандо, Ата
Ата Кандо (нидерл. Ata Kandó, 17 сентября 1913, Будапешт — 14 сентября 2017, Берген, Северная Голландия, Нидерланды) — голландский фотограф венгерского происхождения. В 1998 году Ата Кандо и её муж получили почётное звание Праведник народов мира.

## Биография
Этелька Гёрёг родилась 17 сентября 1913 года в Будапеште в семье еврейского происхождения Маргите (урождённой Беке) и Имре Гёрёге. Её отец был учителем средней школы и переводчиком русской литературы. Он был военнопленным во времена Первой мировой войны. Её мать была переводчиком скандинавской литературы и говорила на 5 языках. Дедушка по материнской линии был известным математиком.
Научившись говорить, девочка не смогла произнести своё имя и с детства использовала имя Ата. Оба родителя поощряли свою дочь к занятиям художественной деятельностью. Ей нравилось рисовать, и она была зачислена в частную академию Шандора Бортника. Среди других учеников был художник Дьюла Кандо, за которого вышла замуж в 1931 году. Пара переехала в Париж, но из-за финансовых трудностей вернулась в Будапешт в 1935 году. Сменив свои исследования на фотографию, Кандо начала учиться у Клары Вахтер и Марианн Райсманн, затем окончила учёбу у Ференца Хаара.

## Карьера
Кандо и её муж вернулись в Париж в 1938 году, и она открыла фотостудию между Лувром и Пале-Гарнье вместе с женой Ференца Хаара. Сфокусировавшись на детской фотографии, бизнес начал расти, но в 1940 году немецкое вторжение в Париж вынудило её вернуться в Венгрию. В 1941 году родился сын Тамаш, а через 2 года — дочери-близнецы Юлия и Магдольна. Родители Кондо и сестра вынуждены были скрываться, но, поскольку муж не был евреем, закон о супругах Айран дал Кандо определённую защиту, она могла свободно передвигаться. Как она, так и её муж во время Второй мировой работали на Сопротивление, в их доме жило 14 евреев. Перемещаясь несколько раз, семья осталась незамеченной до конца войны. Атта и её муж были удостоены звания Праведника народов мира от Израиля за оказание помощи евреям во время Холокоста в 1998 году.
В 1999 переехала на остров Уайт, чтобы быть рядом с одной из дочерей, а затем в 2001 вернулась в Нидерланды, поселившись в Бергене. В 2003 опубликовала вторую коллекцию фотографий своих детей в период между 1954 и 1955 годами. В 2004, в дни празднования её 90-летия, фотографии из «Красной книги» были показаны в Нидерландах. Спустя 2 года организовала выставку работ совместно с посольством Венгрии в Берлине в 2006 году, в которой также были фотографии, сделанные в 1956 году детьми- беженцами. В 2013 в связи с её 100-летием был выпущен английский и венгерский перевод «Сон в лесу», а Венгерский музей фотографии провёл двухмесячную выставку её работ.